# バーチャファイター (アニメ)
『バーチャファイター』（Virtua Fighter）は、日本のテレビアニメ作品。セガ・エンタープライゼスの同名ゲーム『バーチャファイター』を原作としている。1995年10月から1996年6月にかけて、テレビ東京系列にて放映された。全35話。

## 概要
アニメのメインターゲットは原作ゲーム『バーチャファイター』の購買層である10代後半ではなく、小学生である。これは低年齢層に人気を獲得することによって関連商品の対象の幅を広げようとするのが狙いである。タイトルロゴも原作とは異なり、片仮名表記となっている。時折、千葉繁によるナレーションで作中で披露した技や流派の解説が入る。
ゲーム版で声を担当した声優のうち、主人公アキラ役の三木眞一郎とラウ役の千葉繁がそのまま本作でも同様の役柄を担当した。物語はゲーム第一作以前の話が描かれており、デュラルの開発経緯などの謎も明かされる。クライマックスはゲーム版の最終ボス、デュラルとの決戦が描かれ、そのままゲームの物語へと繋がる終わり方をしている。
1995年10月9日 - 1996年3月25日（毎週月曜 18:30 - 19:00）の第一期と1996年4月18日 - 1996年6月27日（毎週木曜 19:00 - 19:30）の第二期に分かれている。ただ、一期と二期の間はそれほど空いていないため、実質上は3クール作品である。
なお、二代目オープニング曲「愛がたりないぜ」は、ゲーム見本市であるAOUショー、日本アミューズメントマシン工業協会AMショーの一般公開日ラストにセガブースで歌唱されている。

## 登場キャラクター・声の出演
- 結城晶：三木眞一郎
- パイ・チェン：松井菜桜子
- ラウ・チェン / ナレーション：千葉繁
- サラ・ブライアント：岡本麻弥
- ジャッキー・ブライアント：松本保典
- 影丸：梁田清之
- リオン・ラファール：岩永哲哉
- ウルフ・ホークフィールド：石塚運昇
- ジェフリー・マクワイルド：大友龍三郎
- 舜帝：北村弘一
- 鬼丸：森川智之
- 我王：塩沢兼人
- リュウ・カオルン：楠大典
- エヴァ・デュリックス：田中敦子
- ヤン・ウェイミン、ヤン・ホンロン：松尾銀三
- リー・コールマン：中田 和宏
- ジミー・ゲイツ：優希比呂
- イザベラ ・ハウアー：池本小百合
- イライザ ・ハウアー：岩坪理江

## スタッフ
- 原案 - 鈴木裕（セガ・エンタープライゼス）
- 監督 - 殿勝秀樹
- シリーズ構成 - 上代務
- スーパーバイザー - 武藤正洋
- キャラクターデザイン - 田中良
- 美術デザイン - 大野広司 → 針生勝文
- 撮影監督 - 池上元秋
- 編集 - 瀬山武司
- 音響監督 - 加藤敏
- 音楽 - 大堀薫
- 音楽プロデューサー - 藤田純二
- プロデューサー - 岩田圭介、位下博一、尾崎穏通
- 製作 - テレビ東京、読売広告社、キョクイチ東京ムービー

## 主題歌
共に発売元は東芝EMI。
- 第一期（1話 - 24話）
  - 初代OP「WILD VISION」（作詞：石川雅敏 作曲：佐藤英敏 編曲：鳥山雄司 歌：林浩治）
  - 初代ED（1話 - 19話）「くちびるの神話」（作詞：友井久美子 作曲：松本俊明 編曲：福岡ユタカ 歌：ビビアン・スー）
  - 二代目ED（20話 - 24話）「共犯者」（作詞：友井久美子 作曲・編曲：増本直樹 歌：ビビアン・スー
- 第二期（25話 - 35話）
  - 二代目OP「愛がたりないぜ」（作詞：森雪之丞 作曲：米川英之 編曲：大堀薫 歌：光吉猛修）
  - 三代目ED「永遠の真ん中で」（作詞：近藤由華、中田有博 作曲：菅原サトル 編曲：林有三 歌：世古あき子）

## 放映リスト
| 話数 | サブタイトル                  | 脚本            | 絵コンテ            | 演出              | 作画監督                    | 千葉繁の解説（第一期）                                            | 放映日         |
| ---- | ----------------------------- | --------------- | ------------------- | ----------------- | --------------------------- | ----------------------------------------------------------------- | -------------- |
| 1    | 八極拳の晶 登場!              | 上代務          | 殿勝秀樹            | 殿勝秀樹          | 田中良                      | 燕青拳（パイ） 裡門頂肘（アキラ）                                 | 1995年 10月9日 |
| 2    | 心の叫び                      | 上代務          | 松園公              | 松園公            | 河村明夫                    | 白虎双掌打（アキラ）                                              | 10月16日       |
| 3    | 美しき兄妹拳士登場            | 上代務          | 中山岳洋            | まついひとゆき    | 坂元大二郎                  | サマーソルトキック（ジャッキー）                                  | 10月23日       |
| 4    | 決戦中華街（チャイナタウン）  | 笠原邦暁        | 石山タカ明          | 元永慶太郎        | 筱雅律                      | 猛虎硬爬山（アキラ）                                              | 10月30日       |
| 5    | 星を求めて                    | 笠原邦暁        | ワタナベシンイチ    | ワタナベシンイチ  | 櫻井美知代                  | 鉄山靠（アキラ）                                                  | 11月6日        |
| 6    | 激闘の陰で                    | 笠原邦暁        | 岡尾貴洋            | 岡尾貴洋          | 滝川和男                    | 旋風牙（パイ）                                                    | 11月13日       |
| 7    | 宿命の二人                    | 千住夏子        | 殿勝秀樹            | ワタナベシンイチ  | 櫻井美知代 田中良           | 崩拳（アキラ）                                                    | 11月20日       |
| 8    | 悲しい過去                    | 上代務          | 石山タカ明          | 矢野雄一郎        | 青山浩行                    | 独歩頂膝（アキラ）                                                | 11月27日       |
| 9    | 指名手配!                     | 上代務 吉田玲子 | 西澤晋              | 元永慶太郎        | 筱雅律                      | 倒身陰掌（パイ）                                                  | 12月4日        |
| 10   | 湖上の死闘                    | 笠原邦暁        | 櫻井美知代          | 矢野雄一郎        | 八崎健二                    | ノーザンライトボム（ジャッキー）                                  | 12月11日       |
| 11   | 夢みるパイ                    | 吉田玲子        | ワタナベシンイチ    | 長岡康史          | 中島里恵                    | 螺旋按掌（パイ）                                                  | 12月18日       |
| 12   | 地下鉄暴走                    | 笠原邦暁        | 石山タカ明          | 下田正美          | 山本正文                    | 括面掃腿（アキラ）                                                | 12月25日       |
| 13   | 闇のリング                    | 笠原邦暁        | 売堀太郎            | 矢野雄一郎        | 青山浩行                    | ジャイアントスウィング（ウルフ）                                  | 1996年 1月8日  |
| 14   | 爆炎の彼方                    | 上代務          | 櫻井美知代 殿勝秀樹 | 元永慶太郎        | 筱雅律                      | 上歩衝靠（アキラ）                                                | 1月15日        |
| 15   | 小さな舞姫                    | 吉田玲子        | 石山タカ明          | 渡辺健一郎        | 小林勝利                    | フェースクラッシャー（ジャッキー）                                | 1月22日        |
| 16   | 海の格闘士                    | 上代務          | ワタナベシンイチ    | ワタナベシンイチ  | 中島里恵 田中良             | パンクラチオン（ジェフリー） スプラッシュマウンテン（ジェフリー） | 1月29日        |
| 17   | 貴公子登場                    | 笠原邦暁        | 櫻井美知代          | 田中敦子          | 宮本佐和子                  | 蟷螂拳（リオン） 採取砲靠（リオン）                               | 2月5日         |
| 18   | 非情な再会                    | 吉田玲子        | 石山タカ明          | 下田正美          | 山本正文                    | 順歩翻胯（アキラ）                                                | 2月12日        |
| 19   | 新たな旅立                    | 笠原邦暁        | 織田美浩            | 織田美浩          | 本橋秀之                    | 縦跳穿掌（リオン）                                                | 2月19日        |
| 20   | 兄妹（きょうだい）の絆        | 上代務          | 殿勝秀樹            | 殿勝秀樹          | 筱雅律                      | なし                                                              | 2月26日        |
| 21   | 仙人と達人                    | 笠原邦暁        | 櫻井美知代          | 菱川直樹          | 中島里恵                    | 酔拳（シュン） 斜上掌（ラウ）                                     | 3月4日         |
| 22   | 魔都・香港                    | 吉田玲子        | ワタナベシンイチ    | ワタナベシンイチ  | 櫻井美知代                  | 座盤鉄（シュン）                                                  | 3月11日        |
| 23   | D・始動                       | 上代務          | 石山タカ明          | 鈴木吉男          | 牟田清司                    | 転身巴咽掌（ラウ）                                                | 3月18日        |
| 24   | 八つの星                      | 上代務          | 石山タカ明 殿勝秀樹 | 菱川直樹          | 筱雅律                      | 崩撃雲身双虎掌（アキラ）                                          | 3月25日        |
| 25   | 襲撃!謎の忍者軍団             | 上代務          | 殿勝秀樹            | 西山明樹彦 真野玲 | 牟田清司 木下ゆうき         | なし                                                              | 4月18日        |
| 26   | 地獄から来た男! その名は鬼丸! | 上代務          | ワタナベシンイチ    | 雄谷将仁          | 木下ゆうき 富岡隆司         | なし                                                              | 4月25日        |
| 27   | 砕け散る友情!? 晶対ジャッキー | 笠原邦暁        | 石山タカ明          | 真野玲 古川政美   | 牟田清司 ぼんじゅーるタカオ | なし                                                              | 5月2日         |
| 28   | 迫る巨大な影! リオン危うし    | 上代務          | 菱川直樹            | 菱川直樹          | 田中良 木下ゆうき 富岡隆司  | なし                                                              | 5月9日         |
| 29   | 狙われたリング! ウルフを救え  | 笠原邦暁        | 松園公              | 雄谷将仁          | 木下ゆうき 寺沢伸介         | なし                                                              | 5月16日        |
| 30   | 女優パイ・チェン              | 上代務          | 殿勝秀樹            | 西山明樹彦        | 牟田清司                    | なし                                                              | 5月23日        |
| 31   | 怒れジェフリー! 非情の罠      | 上代務          | 石山タカ明          | 石踊宏            | 木下ゆうき 富岡隆司         | なし                                                              | 5月30日        |
| 32   | 生か死か! 鬼丸軍団最後の闘い  | 笠原邦暁        | 菱川直樹            | 古川政美          | 北原健雄                    | なし                                                              | 6月6日         |
| 33   | 唸れ魂の拳! 晶対鬼丸!         | 田村竜          | 神田直人            | 神田直人          | 郷敏治                      | なし                                                              | 6月13日        |
| 34   | 発動! デュラル最強化計画!?    | 小出克彦        | ワタナベシンイチ    | 雄谷将仁          | 牟田清司                    | なし                                                              | 6月20日        |
| 35   | 最終決戦! 燃え上がれ友情の拳  | 上代務          | 殿勝秀樹            | 殿勝秀樹          | 田中良                      | なし                                                              | 6月27日        |

## 映像ソフト
VHS全9巻（発売:セガ・エンタープライゼス / 販売:タキ・コーポレーション）、特別編集版のビデオCD全1巻（発売:セガ・エンタープライゼス）がリリース。 
DVD・Blu-rayは2024年現在日本国内ではリリースはされておらず、配信が動画配信サービス各社にて視聴可能となっている。

## ゲーム版
バーチャファイターMini（ゲームギア、1996年3月29日発売）
アニメ版を逆ゲーム化した2D格闘ゲーム。第一期の内容に沿ったストーリーモードが収録されている。ストーリーモードの内容は他のシリーズ作品とは異なり、最初は結城晶のみで、闘った後にそのままプレーヤーキャラクターとなるシステム。
海外では日本版よりも前にセガ・マスターシステムとゲームギアから「Virtua Fighter Animation」のタイトルで発売されていた。
キャラクターはジェフリーのみ欠けているが、それ以外は1作目のキャラクターはそろっている。拡大縮小の演出（選択式で拡大のみ、縮小のみにも可能）、コンボも実装している。
描写については北米版メガドライブのジェネシスのみで発売した『バーチャファイター2』と同様に2D表示であり、リングアウトまで再現された。
また、アニメ版の結城晶がそのままデザインされた本体が特徴のキッズギアのローンチタイトルでもあり、TOY事業部が販売を担当していた。キッズギア本体とゲームギアシリーズ専用対戦ケーブルがセットになったものもソフト単品と同時に発売された。

## 日本国外での放送
このアニメは香港・チリ・イタリア・メキシコ・フィリピン・中東のアラビア語圏といった国々で、それぞれの言葉に吹き替えられた状態で放送され、北米での配信権はメディアブラスターズが獲得した。
売れ行きの落ち込みから、35話の内24話までの吹き替えを制作したところでメディアブラスターは配信を中止し、他の会社から残りの11話が配信されることはなかった。

### 評価
Hanami Gumiはこのアニメを「格闘ゲームを基にしたアニメの中でもっともよくできた製品のひとつだ」と評し、その理由には明確で混乱のないプロット、キャラクター設定とBGMの良さが挙げられていた。Asian Stuffはこの番組の「格闘シーンがだらだら長引くこともなく、トーナメントを繰り返すという手法をとっていない」点を評価した。
EXは田中良のキャラクターデザインを「シンプルだがキャラクターの特性を表すのには適している」と褒めた。